# Fissidens tosaensis
Fissidens tosaensis är en bladmossart som beskrevs av Brotherus 1921. Fissidens tosaensis ingår i släktet fickmossor, och familjen Fissidentaceae. Inga underarter finns listade i Catalogue of Life.